# Donacaula hasegawai
Donacaula hasegawai là một loài bướm đêm trong họ Crambidae.